# 飛天

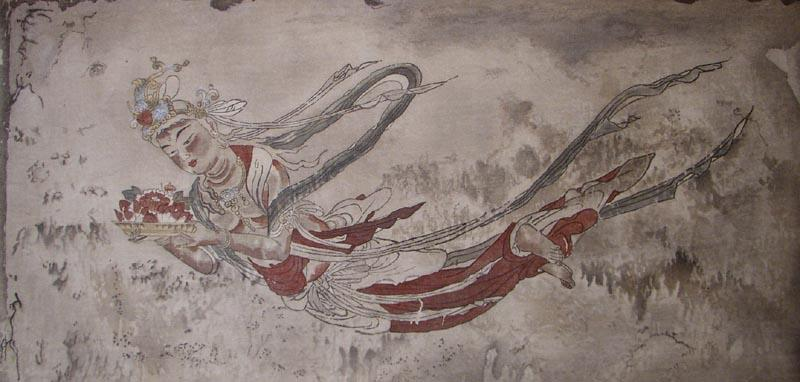
飛天（法界寺）

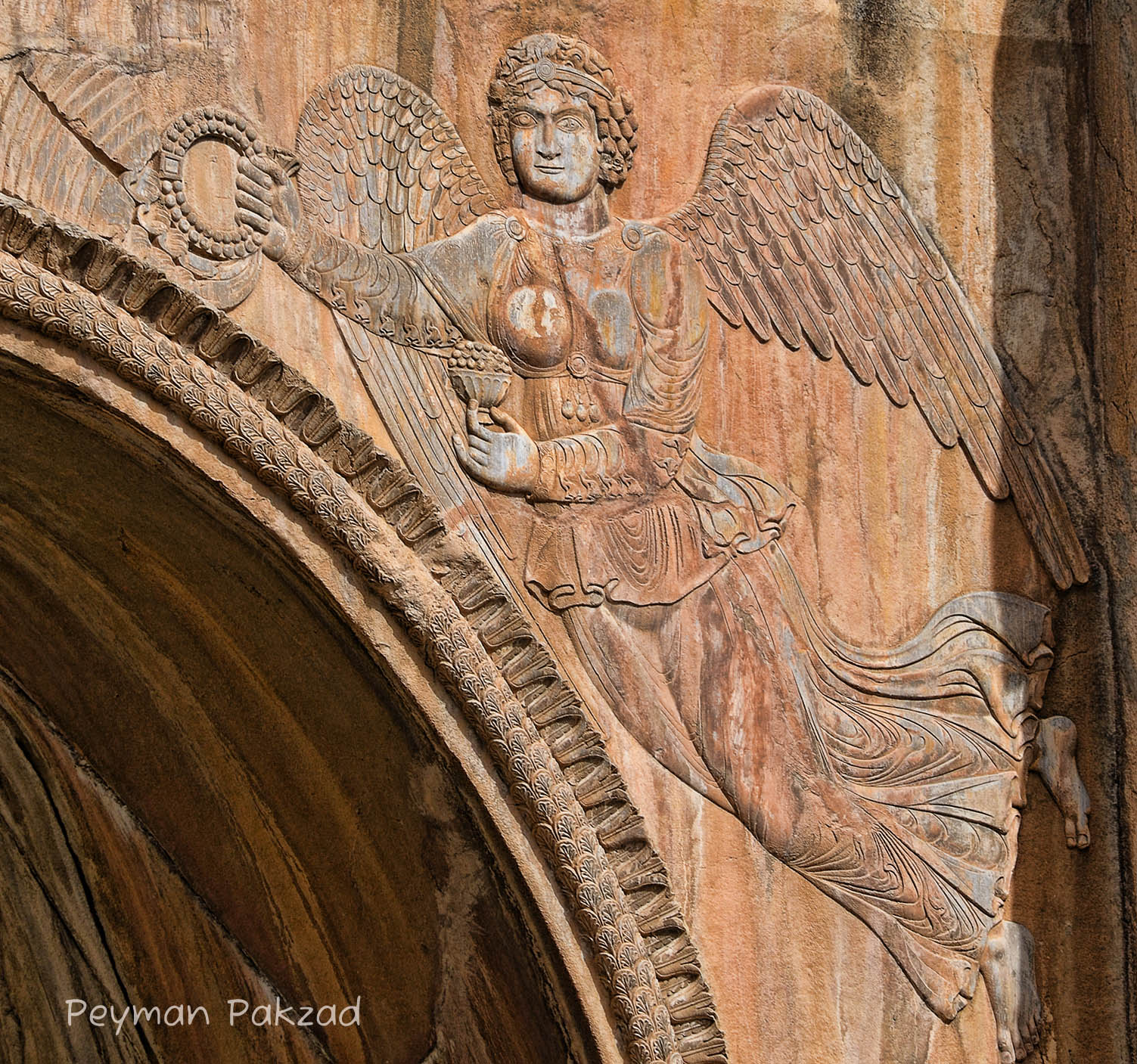
ターク・イ・ブスターンの有翼天人像

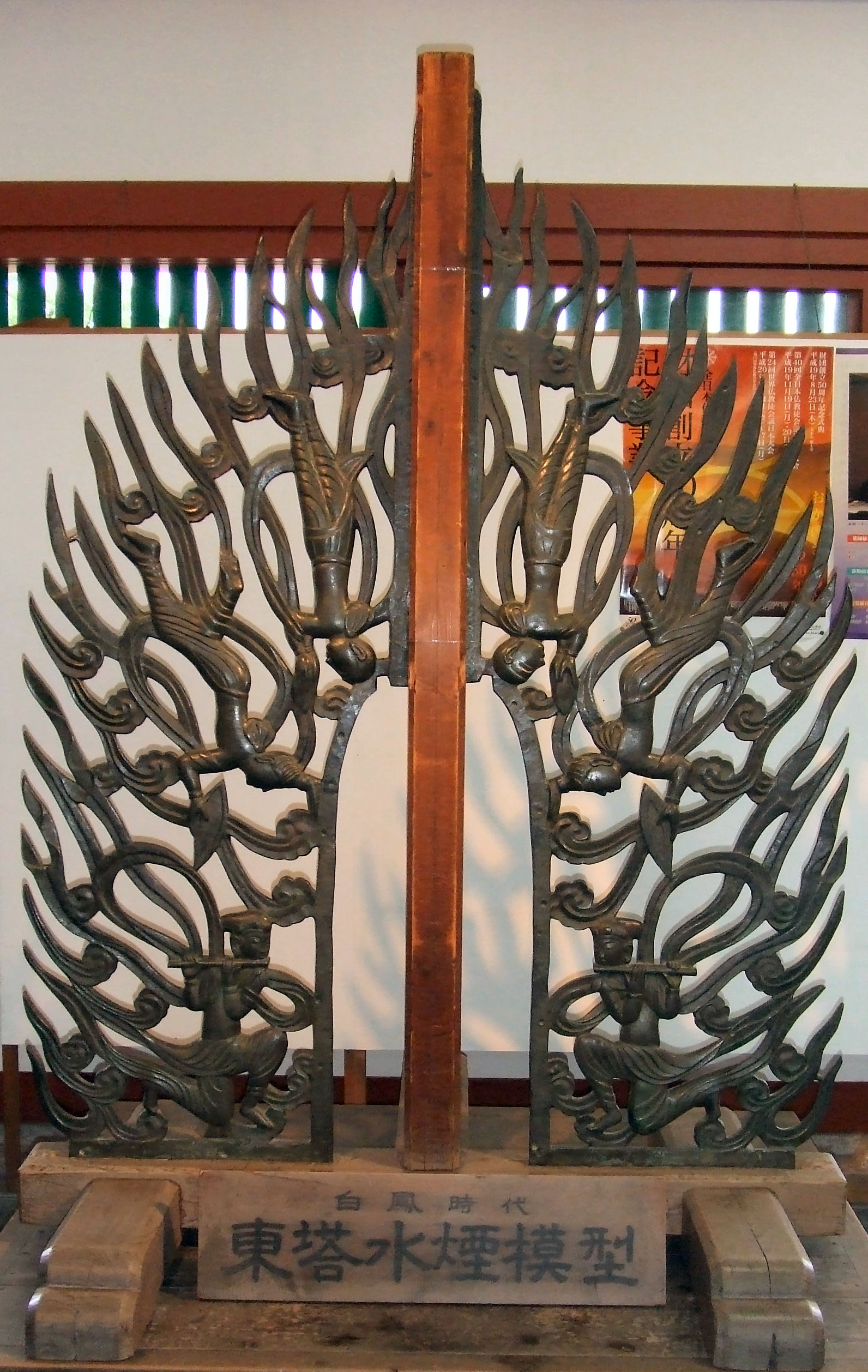
薬師寺東塔水煙（模型）

飛天（ひてん）とは仏教で諸仏の周囲を飛行遊泳し、礼賛する天人。仏像の周囲（側壁や天蓋）に優美に描写されることが多い。

## 特徴
阿弥陀如来などの仏を中心に、花を散らし楽を奏し香を薫じるなどして優雅に舞う姿が一般的に見られる。ガンダーラ美術にはすでにその姿が描かれており、インドではアジャンター、中国では敦煌や雲崗の石窟寺院においてその優美な姿を数多く見せている。
日本では法隆寺金堂壁画や薬師寺東塔水煙、平等院鳳凰堂後背、法界寺阿弥陀堂壁画などにその作例が見られる。

## 歴史
その起源はインドと言われるが、オリエントの有翼天人像がシルクロード経由で伝わったものともされ、はっきりとは分からない。
ペルシャ辺りを起源とする有翼天人はゾロアスター教で空中から飛来するとされる精霊（フラワシ Frawashi）を象ったものともされ、ターク・イ・ブスタン（サーサーン朝）やパサルガダエ（キュロス大王宮廷跡）など古代ペルシャ遺跡にその姿が見られる。
これらの表象はエジプトやメソポタミアにも波及、イスラエルの天使やギリシャのエロス、ニケといった有翼神像にも影響を与えた。
仏教の飛天はそれらオリエントの神々と異なり翼を持たないことが特徴である。しかしガンダーラから西域では有翼像が見られている。多くは天衣（はごろも）をまとった女性像として描かれるため「天女」とも呼ばれる。